# Trichotithonus curvatus
Trichotithonus curvatus là một loài bọ cánh cứng trong họ Cerambycidae.